# Cnidòcit

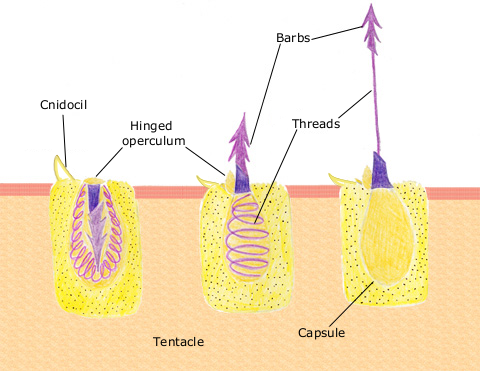
Mecanisme d'acció dels cnidòcits

Els cnidoblasts o cnidòcits són cèl·lules especialitzades i exclusives de cnidaris (meduses, coralls, anemones) que segreguen una substància urticant i que tenen per missió la defensa contra els depredadors, així com l'atac per capturar preses. Els cnidòcits són especialment abundants en els tentacles i al voltant de la boca.
Els cnidòcits són cèl·lules arrodonides amb el nucli en posició basal i un gran orgànul característic, el cnidocist o nematocist, de més de 100 μm, en posició apical; al seu costat hi ha un flagel molt modificat, el cnidocil, que capta els estímuls que desencadenen la descàrrega. El nematocist consta d'una càpsula invaginada de doble paret, un opercle que la tanca i un filament enrotllat en el seu interior que sovint està eriçat d'espines.
Quan el nematocist és estimulat es produeix l'evaginació del filament que es clava a la pell de la víctima o depredador i injecta el líquid verinós contingut en la càpsula. El verí és una mescla de substàncies d'acció hemolítica i miolítica; en alguns casos és perillós per a l'home, com la medusa australiana, Chironex fleckeri, que causa més víctimes entre els banyistes que els atacs de taurons.
Els cnidòcits dels cnidaris han donat peu a relacions de simbiosi amb tota mena d'animals marins.

## Tipus de cnidoblasts
- Astomocnidi: filament d'extrem tancat
  - Ropalonema: filament acabat en maça
  - Espironema: filament uniforme enrotllat en espiral
- Estomocnidi: filament obert a l'extrem
  - Haplonema: filament sense dard definit
  - Heteronema: filament proveït d'un dard
- Espirocist: càpsula de paret molt fina i dard enrotllat en espiral compacta.

Els cnidòcits que contenen els nematocists s'estenen per tota l'epidermis. L'hidra té tres tipus funcionals de nematocists: els que penetren en la presa i injecten el verí (penetrants); els que emboliquen la presa (envoltants); i els que secreten una substància adhesiva utilitzada en la locomoció i fixació (glutinants).